# Lardori
Lardori is een historisch motorfietsmerk.
Dit Italiaanse bedrijf uit Castellina in Chianti (vlak bij Siena) produceerde in 1925 motorfietsen met 350 cc Train-motoren, Ideal-drieversnellingsbakken en Druid-voorvorken. 